# Neoechinorhynchus chilkaense
Neoechinorhynchus chilkaense är en hakmaskart som beskrevs av Podder 1937. Neoechinorhynchus chilkaense ingår i släktet Neoechinorhynchus och familjen Neoechinorhynchidae. Inga underarter finns listade i Catalogue of Life.